# Järingen
Järingen är en sjö i Örkelljunga kommun i Skåne och ingår i Lagans huvudavrinningsområde.